# George A. McDaniel
George Alexander McDaniel (* 22. Dezember 1885 in Atlanta, Georgia; † 20. August 1944 in San Fernando, Kalifornien) war ein US-amerikanischer Schauspieler und Sänger, der zwischen 1915 und 1923 in 27 Filmen mitwirkte.

## Leben
McDaniel ist der Sohn von John Lavender McDaniel und Helen Winters Woods McDaniel und wuchs in Tallapoosa im Haralson County bei Atlanta auf. Er hatte sieben Brüder und eine Schwester.
Er war mit Alice Smale Lohr (1887–1973) und mit Evelyn McDaniel verheiratet. Er starb im Alter von nur 58 Jahren und wurde auf dem Oakwood Memorial Park in Chatsworth beigesetzt.

## Karriere
Bekannt wurde McDaniel durch Serien-Kinofilme wie A Little Princess (1917), Lombardi, Ltd. (1919), Cameron of the Royal Mounted (1921) und in Harold Bell Wrights Shepherd of Hills.
Neben der Arbeit für den Stummfilm war McDaniel auch ein Sänger und Bühnenschauspieler, der unter anderem in „Light Opera“-Werken von Victor Herbert in New York City spielte.

## Filmografie (Auswahl)
- 1915: Graft
- 1916: The Girl and the Game
- 1916: The Final Conquest
- 1917: Vanata, das Indianermädchen (The Hidden Children)
- 1917: A Little Princess
- 1917: The Door Between
- 1918: Hell’s Crater
- 1918: The Shuttle
- 1918: Hungry Eyes
- 1918: Beauty in Chains
- 1918: Unclaimed Goods
- 1918: Shark Monroe
- 1918: The Man from Funeral Range
- 1918: The She-Devil
- 1919: The Shepherd of the Hills
- 1919: Pretty Smooth
- 1919: The Woman Under Cover
- 1919: Lombardi, Ltd.
- 1919: Lost Money
- 1920: What Would You Do?
- 1920: The Iron Heart
- 1920: The Spirit of Good
- 1920: Two Kinds of Love
- 1921: Silent Years
- 1921: Cameron of the Royal Mounted
- 1922: The Scrapper
- 1923: Burning Words
- 1923: Der steinige Weg (The Barefoot Boy)